# Regi Davis
Pour les articles homonymes, voir Davis.
Regi Davis est un acteur et réalisateur américain.

## Filmographie
Acteur
- 1990 : Cry-Baby : Conk #3
- 1997 : Haute trahison (Shadow Conspiracy) : le basketteur
- 1998 : Detention : Chico
- 1998 : Pecker : le flic
- 2000 : The Corner ("The Corner") (feuilleton TV) : Officer Brailey
- 2003 : Hulk : un agent de la sécurité

Réalisateur
- 2005 : The Last Time We Were...

## Ludographie
- 1999 : Sid Meier's Alpha Centauri : CEO Nwabudike